# موسى بن زرارة
موسى بن زرارة (ازدهر في أوائل العقد 850 م) كان أميرًا لأرزين [الإنجليزية] الواقعة على الحدود بين الجزيرة الفراتية وإمارة أرمينية، والتي كانتا في ذلك الوقت مقاطعات تابعة للخلافة العباسية.
موسى هو أول عضو موثق في عائلته، ولم يُذكر في المصادر إلا بالاسم واللقب، دون النسبة. وبالتالي، فإن الأصل الدقيق وتاريخ عائلته قبله غير معروف؛ ومع ذلك فمن الواضح أنهم استقروا في أرزين [الإنجليزية] كجزء من التدفق الأوسع للقبائل العربية إلى أرمينيا والذي بدأ في عهد هارون الرشيد (حكم. 786–809 م)، وربما كانوا أعضاء في قبيلة بني بكر، مثل الشيبانيين الذين سيطروا على منطقة ديار بكر. كانت إقطاعية موسى في أرزين عاصمة مقاطعة أرزانين، والتي كانت بدورها تابعة لمقاطعة ديار بكر في الجزيرة.
ومن المعلوم أن موسى كان له خمسة إخوة: سليمان، وأحمد، وعيسى، ومحمد، وهارون. على غرار غيره من الزعماء العرب في أرمينيا، تزوج موسى من شقيقة أمير أرميني مسيحي،  باغرات الثاني باغراتوني [الإنجليزية]، الذي كانت مقاطعة تارون [الإنجليزية] الخاصة به تقع على حدود إقليم موسى في أرزانين. لا شك أن علاقاته مع أمير باغراتوني القوي عززت موقف موسى ضد منافسيه الآخرين، سواء المسيحيين أو المسلمين، لكن هذا لم يمنعه من تطوير عداوة معينة تجاه باغرات وحمل السلاح ضده. وهكذا، عندما سعى الحاكم العباسي أبو سعيد محمد المروزي إلى الحد من سلطة واستقلال الأمراء الأرمن، التي نمت بشكل كبير خلال السنوات السابقة، اختار موسى وسيدًا عربيًا محليًا آخر وهو: العلاء بن أحمد الأزدي . غزا موسى تارون، بينما هاجم العلاء إمارة فاسبوراكان الأرمنية الجنوبية العظيمة الأخرى، والتي حكمها أشوت الأول أرتسروني [الإنجليزية]. هزم أشوت العلاء وأخرجه من أرضه، ثم ذهب لمساعدة باغرات. واجهت الجيوش الأرمنية موسى وهزمته بالقرب من عاصمة تارون، موش، وطاردته حتى باغيش، ولم تتوقف إلا بعد توسلات زوجة موسى، أخت باغرات.
وبعد ذلك أقدم الأرمن على مذبحة لقتل السكان العرب في أرزانين. وفي هذا الوقت، غزا أبو سعيد أرمينية بجيشه الخاص، لكنه مات في الطريق، وخلفه ابنه يوسف. وتمكن الأخير من أسر باغرات وأرسله سجينًا إلى العاصمة العباسية سامراء ، لكنه تعرض لاحقًا للهجوم وقُتل على يد سكان خويت في أوائل عام 852. دفع هذا الخليفة إلى التدخل بقوة بإرسال القائد بغا الكبير إلى أرمينية. ويبدو أن موسى قد انضم إلى الانتفاضة الأرمنية في مرحلة ما؛ كما اتهمه بغا أيضًا بالتورط في مقتل يوسف. ونتيجة لذلك، نقله أيضًا بغا الكبير إلى الأسر في سامراء.
وبعد وفاة موسى، خلفه ابنه أبو المغيرة. ومن أجل حماية مملكته ضد الشيبانيين، تحالف بشكل وثيق مع الأرتسروني، وتزوج من أميرة الأرتسروني وربما اعتنق المسيحية سرًّا. في ق. 890 أسره الحاكم الشيباني الطموح لديار بكر، أحمد بن عيسى الشيباني، الذي ضم ممتلكات الزراريين.